# 三沟镇
三沟镇，是中华人民共和国河北省承德市承德县下辖的一个乡镇级行政单位。

## 行政区划
三沟镇下辖以下地区：
三沟村、新房子村、致富村、兴旺村、太平村、山神庙村、甲皮山村、三道河子村、上二道河子村、下二道河子村、东庄村、北孤山村、苏家营村、北杖子村、二沟村、肖杖子村、梁前村、平台村、应杖子村、小南沟村和大老爷庙村。